# Bosque isla
El bosque isla, también denominado reducto de bosque, consiste en un reducto natural aislado en mitad de una campiña que se consituye como refugio para la fauna y la flora de un lugar.

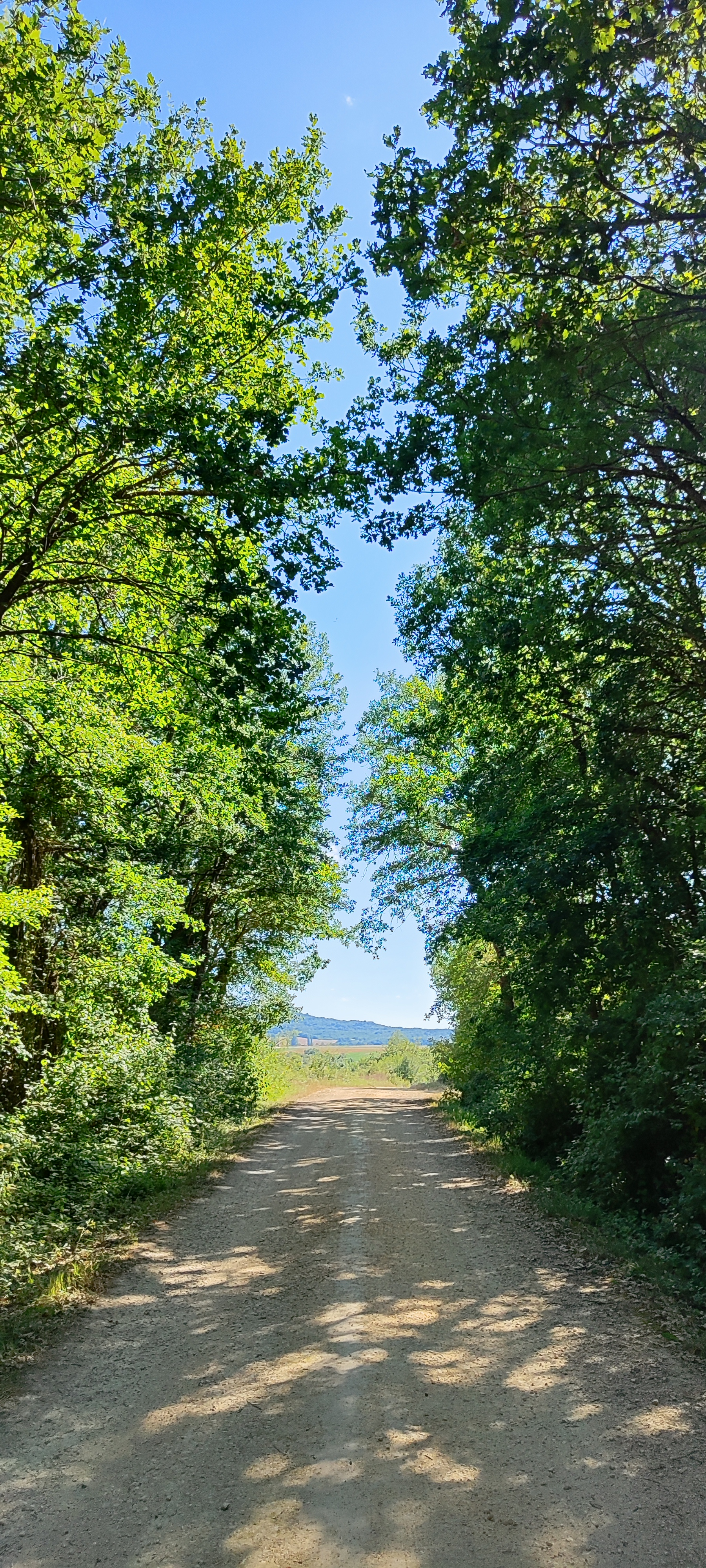
Bosque Isla de Gazeta

## Importancia ecosistémica
Estos reductos forestales se originan a partir de la fragmentación del paisaje y tienen un papel muy importante en la conservación de la biodiversidad autóctona en aquellos lugares que se encuentran modificados por la actividad humana.Dichos entornos repercuten positivamente en los siguientes aspectos:
- Implican un uso sostenible de los recursos naturales en el ámbito ganadero, preservando el medio ambiente.[2]
- Contribuye al control de plagas al ofrecer refugio y alimento a numerosas especies depredadoras o parasitoides de estas.[1]
- Ayuda a controlar enfermedades asociadas a los cultivos como pulgones, moscas blancas y cochinillas.[1]
- Fomenta la polinización al proveer de alimento a los polinizadores y ofrecerles refugio para su reproducción.[1]
- Actúa como cortavientos, evitando heladas en invierno, la desecación del suelo en verano y favoreciendo el asentamiento de la fauna auxiliar.[1]
- Reduce la contaminación por fitosanitarios al evitar que el cultivo se vea afectado por pulverizaciones de las fincas vecinas.[1]

## Riesgos y conservación
La mayor amenaza a la que se enfrentan los bosques isla es su pérdida por fragmentación debido a la acción humana. Esta fragmentación incrementa su  aislamiento y pone en peligro su patrimonio natural.Para evitarlo se considera esencial poner en valor los bosques isla mediante la difusión de información en todos los ámbitos sociales.
La creación de bosques islas ha sido impulsada en diversos lugares para albergar fragmentos del bosque autóctono. Aunque el método Miyawaki se considera una herramienta eficaz para mejorar la salud del medio ambiente, contribuyendo a la conservación de la biodiversidad y los ecosistemas, aún no existen suficientes evidencias científicas que respalden su eficacia en climas mediterráneos.